# Losing Sleep
Losing Sleep is een nummer van de Britse zanger John Newman uit 2013. Het is de derde single van zijn debuutalbum Tribute.
"Losing Sleep" werd een bescheiden hitje in diverse Europese landen. Het bereikte de 48e positie in het Verenigd Koninkrijk. In Nederland haalde het nummer de 9e positie in de Tipparade, en in Vlaanderen de 15e positie in de Tipparade.